# Gracefield
Gracefield är en stad (kommun av typen ville) i provinsen Québec i Kanada. Den ligger i regionen Outaouais, i den sydöstra delen av landet, 80 km norr om huvudstaden Ottawa. Staden bildades 2002 genom sammanslagning av bykommunen med samma namn med kommunen Northfield och kantonen Wright, de första månaderna under namnet Wright-Gracefield-Northfield.